# Реджис Макена
Реджис Макена (на английски: Regis McKenna) е американски маркетолог.

## Биография и приноси
Той е в основата на някои най-важни технологични иновации през последните 26 години, сред които са:
- първият микропроцесор (Intel),
- първият персонален компютър (Apple),
- първият прекомбиниран на базата на ДНК генетичен продукт („Genentech“) и
- първият магазин за продажба на компютри („The Byte Shop“).

Други новаторски технологични маркетингови проекти, в които е участвал, са:
- първият лазер за търговски системи,
- първата локална мрежа,
- първата програма за електронни страници,
- първата оперативна система за персонални компютри,
- първият минисуперкомпютър и първата система за предпечат.

Макена е работил с много новосъздадени компании в ранните им години – AOL, Apple, Compaq, Electronic Arts, Genentech, Intel, Linear Technology, Lotus, Microsoft, National Semiconductor, Silicon Graphics, 3COM. Консултирал е по стратегически маркетинг и бизнес въпроси много от най-големите технологични фирми в САЩ, Япония и Европа. Продължава да е ангажиран с нови компании, ориентирани чрез своите рискови инвестиционни дейности към високи технологии.
Включен е в списъка на века на „The Mercury News“ като една от 100-те личности, които са направили Силициевата долина това, което е днес. Член е на много съвети в частния и неправителствения сектор.
Той е писал и преподавал задълбочено за социалните и маркетинговите ефекти на технологичната промяна, напредничавите иновации и маркетинговите теории и практики. Автор е на много книги, сред които:
- „Докосването на Реджис“,
- „Кой се страхува от Голямото синьо“,
- „Маркетинг на отношенията“,
- „Реално време: подготовка за времето на вечно недоволния клиент“ и
- „Тоталният достъп: да давате на клиентите това, от което се нуждаят по всяко време от всяка точка на света“.